# Nathan Rosen
Nathan Rosen (Hebreeuws: נתן רוזן) (Brooklyn, 22 maart 1909 – Haifa, 18 december 1995) was een Amerikaans-Israëlisch natuurkundige die bekend werd door zijn werk aan de EPR-paradox.

## Leven en werk
Nathan Rosen studeerde aan het MIT. In 1934 werd hij de assistent van Albert Einstein aan het Institute for Advanced Study in Princeton (New Jersey) en bleef tot 1936 in die positie werkzaam. Vervolgens hij van 1936 tot 1938 hoogleraar in de natuurkunde aan de Universiteit van Kiev en doceerde hetzelfde van 1941 tot 1952 aan de Universiteit van North Carolina te Chapel Hill. 
In 1953 zette hij zijn wetenschappelijke carrière in Israël voort (Rosen was van Joodse komaf). Aldaar was hij hoogleraar aan het Instituut voor Natuurkunde aan het Technion in Haifa en vervulde een spilfunctie in de uitbouw daarvan (het Technion heeft een lezingenreeks naar hem vernoemd). Aan deze technische universiteit bekleedde hij diverse leidinggevende functies. Van 1969 tot 1971 stond hij ook aan het hoofd van de technische faculteit van de Ben-Gurion Universiteit van de Negev en pendelde tussen deze twee instellingen vanuit zijn huis in Haifa. Hij was zeer actief in het stimuleren van de oprichting van instellingen voor hoger onderwijs in Israël.
Hij was mede-auteur (met Albert Einstein en Boris Podolski) van een beroemd artikel, "Can Quantum-Mechanical Description of Physical Reality Be Considered Complete?" ("Kan een kwantummechanische beschrijving van de natuurkundige werkelijkheid als compleet worden beschouwd?") over de EPR-paradox in de kwantummechanica, dat in 1935 in de Physical Review verscheen. Hij was ook mede-ontdekker van de Schwarzschild wormgaten in de algemene relativiteitstheorie.